# Gyidui-Gräbergruppen der Tubo-Dynastie
Die Gyidui-Gräbergruppen der Tubo-Dynastie (chinesisch 吉堆吐蕃墓群, Pinyin Jíduī Tǔbō mùqún, englisch Gyidui Tubo Tombs), gelegen im Kreis Lhodrag im  Regierungsbezirk Lhokha, Autonomes Gebiet Tibet, Volksrepublik China, stammen aus dem 7. bis 9. Jahrhundert. Es handelt sich um Gräber aus der Yarlung-Dynastie (7. – 9. Jahrhundert n. Chr.).
Seit 2001 stehen sie auf der Denkmalliste der Volksrepublik China (5-182).